# Anèmia microcítica
Anèmia microcítica és un terme genèric per a qualsevol tipus d'anèmia caracteritzada per glòbuls vermells petits. El volum corpuscular mitjà (VCM) normal és 76-80 a 100 femtolitres, així aquesta anèmia els presenta més petits (<76-80 femtolitres).

## Causes
- En pediatria
  - Anèmia ferropènica (la més freqüent)
  - Talassèmia
- En els adults
  - Anèmia ferropènica (la més freqüent)
  - Anèmia sideroblàstica
  - Rarament: 
    - Anèmia associada a malaltia crònica
    - Deficiència de piridoxina
    - Mieloma